# والي فان
والي فان (بالإنجليزية: Wally Van)‏ هو مخرج وممثل أمريكي، ولد في 27 سبتمبر 1880 في الولايات المتحدة، وتوفي بنفس المكان في 9 مايو 1974.

## وصلات خارجية
- والي فان على موقع IMDb (الإنجليزية)
- والي فان على موقع أول موفي (الإنجليزية)
- والي فان على موقع قاعدة بيانات الفيلم (الإنجليزية)
- والي فان على موقع كينوبويسك (الروسية)